# Rob Bredow
Rob Bredow (* 20. Jahrhundert in Kalifornien) ist ein US-amerikanischer VFX-Künstler.

## Leben
Rob Bredow wuchs in La Habra, Kalifornien auf. Bereits bei seinem ersten Job auf Knott’s Berry Farm, wo er Churros verkaufte, träumte er davon, dort in der Videoproduktion zu arbeiten. 1991 begann er seine Karriere bei der VFX-Firma VisionArt Design & Animation. Von dort kam er zu Sony Pictures Imageworks, wo er 15 Jahre arbeitete. 2014 kam er zu Lucasfilm. Dort arbeitete er als Chef der Entwicklungsgruppe und verhalf 2015 ILMxLab zum Start. 2016 wurde er zum Chief Technology Officer befördert. Schließlich wurde er 2018 Chef der Visual Effects-Abteilung Industrial Light & Magic.
Für seine Beteiligung am Film Solo: A Star Wars Story wurde er bei der Oscarverleihung 2019 für einen Oscar in der Kategorie Beste visuelle Effekte nominiert.

## Filmografie
- 1994: Adventure Land (Digital Artist)
- 1994: Mirror Morror 2: Raven Dance (Computeranimation)
- 1996: Independence Day (Technical Supervisor: Digital Art)
- 1996: Alaska (Animator)
- 1998: Godzilla (Director of Research and Development: VisionArt)
- 1999: Stuart Little (Effects Animation Lead: SPI)
- 2000: Cast Away – Verschollen (Cast Away) (Water Development: R&D)
- 2001: Meggido – Das Ende der Welt (Megiddo: The Omega Code 2) (Visual Effects Supervisor)
- 2002: Stuart Little 2 (CG supervisor: SPI)
- 2003: Die Wutprobe (Anger Management) (CG supervisor: SPI)
- 2004: Der Polarexpress (Polar Express) (Production Digital Effects Supervisor)
- 2007: Könige der Wellen (Surf’s Up) (Visual Effects Supervisor)
- 2009: Wolkig mit Aussicht auf Fleischbällchen (Cloudy with a Chance of Meatballs)  (Visual Effects Supervisor)
- 2011: Green Lantern (Chief Technology Officer)
- 2011: Die Schlümpfe (The Smurfs) (Chief Technical Officer)
- 2011: Arthur Weihnachtsmann (Arthur Christmas) (Chief Technical Officer)
- 2012: Men in Black 3 (Chief Technical Officer)
- 2012: The Amazing Spider-Man (Senior Staff)
- 2013: Wolkig mit Aussicht auf Fleischbällchen 2 (Cloudy with a Chance of Meatballs 2)  (Chief Technical Officer)
- 2018: Ready Player One (Visual Effects)
- 2018: Solo: A Star Wars Story (Production Visual Effects Supervisor)
- 2018: Aquaman (Visual Effects)
- 2019: Avengers: Endgame (Executive Staff: ILM)
- 2019: Star Wars: Der Aufstieg Skywalkers (Star Wars: Episode IX - The Rise of Skywalker)  (Executive Staff: ILM)
- 2019: The Mandalorian (Fernsehserie) (Visual Effects)